# Pierrefontaine-lès-Blamont
Pierrefontaine-lès-Blamont és un municipi francès situat al departament del Doubs i a la regió de Borgonya - Franc Comtat. L'any 2007 tenia 388 habitants.

## Demografia

### Població
El 2007 la població de fet de Pierrefontaine-lès-Blamont era de 388 persones. Hi havia 142 famílies de les quals 32 eren unipersonals (24 homes vivint sols i 8 dones vivint soles), 41 parelles sense fills, 57 parelles amb fills i 12 famílies monoparentals amb fills.
La població ha evolucionat segons el següent gràfic:
Habitants censats

### Habitatges
El 2007 hi havia 164 habitatges, 153 eren l'habitatge principal de la família, 4 eren segones residències i 7 estaven desocupats. 135 eren cases i 30 eren apartaments. Dels 153 habitatges principals, 113 estaven ocupats pels seus propietaris, 39 estaven llogats i ocupats pels llogaters i 1 estava cedit a títol gratuït; 1 tenia una cambra, 6 en tenien dues, 20 en tenien tres, 35 en tenien quatre i 91 en tenien cinc o més. 120 habitatges disposaven pel capbaix d'una plaça de pàrquing. A 65 habitatges hi havia un automòbil i a 79 n'hi havia dos o més.

### Piràmide de població
La piràmide de població per edats i sexe el 2009 era:
| Homes | Edats   | Dones |
| ----- | ------- | ----- |
| 0     | 95 o +  | 0     |
| 0     | 90 a 94 | 0     |
| 0     | 85 a 89 | 0     |
| 0     | 80 a 84 | 0     |
| 0     | 75 a 79 | 0     |
| 4     | 70 a 74 | 12    |
| 12    | 65 a 69 | 20    |
| 4     | 60 a 64 | 0     |
| 8     | 55 a 59 | 8     |
| 0     | 50 a 54 | 8     |
| 8     | 45 a 49 | 0     |
| 24    | 40 a 44 | 20    |
| 12    | 35 a 39 | 12    |
| 20    | 30 a 34 | 8     |
| 8     | 25 a 29 | 16    |
| 0     | 20 a 24 | 4     |
| 16    | 15 a 19 | 8     |
| 28    | 10 a 14 | 16    |
| 8     | 5 a 9   | 12    |
| 8     | 0 a 4   | 4     |

## Economia
El 2007 la població en edat de treballar era de 261 persones, 221 eren actives i 40 eren inactives. De les 221 persones actives 197 estaven ocupades (111 homes i 86 dones) i 24 estaven aturades (9 homes i 15 dones). De les 40 persones inactives 13 estaven jubilades, 19 estaven estudiant i 8 estaven classificades com a «altres inactius».

### Ingressos
El 2009 a Pierrefontaine-lès-Blamont hi havia 160 unitats fiscals que integraven 426 persones, la mediana anual d'ingressos fiscals per persona era de 18.413 €.

### Activitats econòmiques
Dels 10 establiments que hi havia el 2007, 1 era d'una empresa de fabricació d'altres productes industrials, 3 d'empreses de construcció, 3 d'empreses de comerç i reparació d'automòbils, 2 d'empreses d'hostatgeria i restauració i 1 d'una empresa immobiliària.
Dels 6 establiments de servei als particulars que hi havia el 2009, 2 eren guixaires pintors, 1 electricista, 2 restaurants i 1 agència immobiliària.
L'únic establiment comercial que hi havia el 2009 era una botiga de menys de 120 m².
L'any 2000 a Pierrefontaine-lès-Blamont hi havia 6 explotacions agrícoles.

## Equipaments sanitaris i escolars
El 2009 hi havia una escola maternal.

## Poblacions més properes
El següent diagrama mostra les poblacions més properes.